# Soweto (banda)
Soweto é um grupo musical brasileiro de pagode romântico, formado no bairro de Itaquera em São Paulo, em 1991.

## História
Oriundo de Itaquera, na Zona Leste de São Paulo, o grupo foi fundado por Robson Buiú, juntamente com seu amigo Claudinho de Oliveira. Outros integrantes que se ajuntaram aos dois amigos, foram Mauro Zabumbeiro, o compositor Chiquinho dos Santos e, posteriormente, o percussionista Criseverton. Mais tarde, com a saída de Chiquinho dos Santos, Marcinho entrou para o grupo e para substituir Mauro Zabumbeiro, que foi integrar o grupo Pé de Moleque, seu primo Digo foi o substituto. Em 1993, Robson Buiú convidou seu amigo de infância, o cantor Belo, para fazer parte do conjunto, juntando-se a Claudinho de Oliveira, Criseverton, Marcinho e Digo. O primeiro nome do conjunto foi Nó na Madeira, e posteriormente, passou a ser chamado de Sob Medida, e finalmente Soweto. O nome Soweto surgiu de um bar de Claudinho, com o mesmo nome, fundado em 1991, que por sua vez, foi inspirado por uma canção homônima do cantor Djavan e que referenciava um dos maiores bairros de negros em Johannesburgo e a luta contra o apartheid na África do Sul.
O primeiro disco foi gravado em 1994 pela gravadora independente Five Star, intitulado Vento dos Areais. O CD teve boa repercussão, mas vendeu menos do que poderia esperar graças a má situação financeira da gravadora e o desinteresse pelo grupo, no entanto, tal trabalho atraiu a atenção do empresário e produtor Jorge Hamilton, que se interessou pelo grupo, que acabou contratado pela EMI. No início de 1997, o Soweto gravou seu segundo disco: Refém do Coração. Quando o grupo aguardava, ansiosamente, por seu lançamento, uma tragédia se abateu sobre eles: em 28 de julho daquele ano, Robson Buiú foi vítima de latrocínio, quando um adolescente de 15 anos atirou à queima-roupa na cabeça do músico, levando-o a óbito. O crime ocorreu na avenida Doutor Eduardo Cotching, na Vila Formosa, quinze dias antes do lançamento do álbum. Apesar da tragédia, o segundo disco do Soweto chegou a marca de um 1 milhão de cópias em pouquíssimo tempo. Em 1998, o terceiro álbum da banda foi gravado, intitulado Farol das Estrelas. O disco vendeu 1 milhão e meio de cópias, ganhando assim um disco de diamante. 
Após o sucesso, o vocalista cantor Belo deixou o grupo para seguir carreira solo, sendo substituído por Henrique Santos. Ainda em 2000, o quarto CD do Soweto, Fotografia, foi lançado e trouxe sucessos como "Amor Demais", "Boa Sorte" e "Fotografia", vendendo 150 mil cópias e sendo o último trabalho do grupo lançado pela EMI. Em 2003, o compositor e cantor Claudinho de Oliveira deixou o grupo para dedicar-se a outros trabalhos.
Desde então, o Soweto tem passado por sucessivas trocas de integrantes. Em 2006, Henrique deixou o grupo, tendo Lálas como substituto. Em 2008, o produtor Arnaldo Saccomani substituiu Lálas por Davi Lins. Já no final de 2009, Davi Lins deixou o grupo, sendo substituído por Cacau (ex-Essência) e Dilauri Santos. Depois de contar com Binho Euphoria nos vocais e a produção artística de Dalton da Dxstudio, o grupo gravou um CD com a produção de Wilson Prateado e já com novo vocalista, o ex-Grupo Cabalah, Dado Oliveira, que segue até os dias atuais.
Em 2012, o grupo lançou o álbum Muito Prazer, com a participação de Belo na música "Sem Vergonha". Em novembro deste mesmo ano, Serginho Santos se desligou do grupo para seguir carreira solo. Em 2013, Digo deixou o grupo para dedicar-se a trabalhos evangélicos. Em 2017, é a vez de Marcinho deixar o Soweto e também seguir realizando trabalhos evangélicos. Com isso, somente um dos antigos integrantes, Criseverton, permanece no grupo.
Em novembro de 2023, foi anunciada a realização de uma turnê comemorativa de 30 anos de carreira do Soweto, com os retornos de Belo e Claudinho de Oliveira ao grupo. O projeto se iniciou em 19 de abril de 2024, com uma apresentação no Allianz Parque, em São Paulo.

## Discografia

### Álbuns de estúdio
| Ano  | Álbum              | Detalhes do àlbum                         | Certificações (vendas certificadas)         |
| ---- | ------------------ | ----------------------------------------- | ------------------------------------------- |
| 1994 | Vento dos Areais   | - Lançado: 1994 - Gravadora: Five Star    | - ABPD: Platina - Vendas totais: 250.000    |
| 1997 | Refém do Coração   | - Lançado: 1997 - Gravadora: EMI          | - ABPD: Diamante - Vendas totais: 1.000.000 |
| 1999 | Farol das Estrelas | - Lançado: 1999 - Gravadora: EMI          | - ABPD: Diamante - Vendas totais: 1.400.000 |
| 2000 | Fotografia         | - Lançado: 2000 - Gravadora: EMI          | - ABPD: Ouro - Vendas totais: 150.000       |
| 2012 | Muito Prazer       | - Lançado: 2012 - Gravadora: Independente |                                             |

### Álbuns ao vivo
| Ano  | Álbum                                  | Detalhes do álbum                      |
| ---- | -------------------------------------- | -------------------------------------- |
| 2016 | Soweto no Estúdio Showlivre (Acústico) | - Lançado: 2016 - Gravadora: Showlivre |
| 2019 | Soweto no Estúdio Showlivre (Ao Vivo)  | - Lançado: 2019 - Gravadora: Showlivre |
| 2023 | 20 Poucos Anos (Ao Vivo)               | - Lançado: 2023 - Gravadora: MKZ Music |

### EPs
| Ano  | Álbum           | Detalhes do álbum                          |
| ---- | --------------- | ------------------------------------------ |
| 2016 | Fogo Envolvente | - Lançado: 2016 - Gravadora: Novo Conceito |
| 2018 | Rádio Relógio   | - Lançado: 2018 - Gravadora: Independente  |
| 2018 | Acústico        | - Lançado: 2018 - Gravadora: Independente  |

## Integrantes

### Formação atual
- Criseverton (1991-atualmente)
- Dado Oliveira (2012-atualmente)

### Ex-integrantes
- Chiquinho dos Santos (1991-1993; compositor e violonista)
- Robson Buiú (1991-1997; tantã; assassinado em 1997)
- Belo (1993-2000, 2024; cavaquinista e vocalista)
- Claudinho de Oliveira (1991-2003, 2024; cavaquinista e banjoísta)
- Digo (1994-2013; tantã)
- Marcinho (1994-2017; violonista)
- Henrique Santos (2000-2003; vocalista)
- Lálas (2003-2008; vocalista)
- Davi Lins (2008-2009; vocalista)
- Cacau Jr. (2009-2011; vocalista)
- Dilauri (2011-2012; vocalista)
- Binho Euphoria (2012-2018; vocalista)
- Serginho Santos (2012-2014; banjoísta e vocalista)
- Junior (1994-1995; percussão)
- Ricardinho (1991-1993; percussão)
- Misturinha (1993-1994; violonista)
- Mauro Zabumbeiro (1991-1993; tantã)
- Daniel Monteiro (2012-2020; cavaquinista)